# Lily van Oost
Anne-Marie (Lily) van Oost-de Gerlache de Gomery (née le 20 octobre 1923 à Huysse (Kruisem) et morte à Huysse (Audenarde) le 2 mars 2020) est une résistante belge de la Seconde Guerre mondiale. Déportée et survivante du camp de Ravensbrück, elle s'efforce de faire reconnaître la place des femmes dans la lutte contre le nazisme et de transmettre la mémoire de l'histoire. Elle est bourgmestre de Mullem de 1970 à 1976.

## Biographie
Anne-Marie Germaine (Lily) van Oost est née le 20 octobre 1923 à Huysse. Elle est la fille de Georges van Oost (1866-1957), sénateur et industriel du textile, et de Marie Louise Douville de Franssu (1883-1954), issue de la noblesse française. La famille réside dans le château de l'Ast à Huysse et, en hiver, dans leur maison de Gand, au Nederkouter. Elle a deux frères, Henri et Jacques qui décède alors qu'il est encore bébé,.
À 12 ans, elle entre au pensionnat du Sacré-Cœur de Jette, à Bruxelles, dans la section de langues modernes. 
En 1940, la Belgique est occupée par l'Allemagne nazie. Le château de l'Ast est réquisitionné pour héberger des soldats de la Wehrmacht. Anne-Marie van Oost organise, avec les scouts, des camps pour les enfants des prisonniers de guerre, aide la Croix-Rouge, comme téléphoniste et ambulancière et sert des repas au Foyer Léopold III de Gand,. 
Elle s'engage par la suite dans l'Armée secrète où son père Georges van Oost et son frère Henri van Oost sont aussi actifs. Sous le pseudonyme de Lily, elle réside dans une maison à Aalter où elle sert de relais de messages entre les différents secteurs de la résistance en Belgique. Ensuite et jusqu'au printemps 1944, elle effectue, à vélo, des missions de liaison entre l’État-Major de la Zone III et le commandant de Secteur de Flandre orientale ainsi que des transferts de messages concernant les opérations militaires, de Aalter au château de Blauwhuis à Wingene et de Huysse vers les plaines de parachutages. Elle s'installe ensuite à Mariakerke, près de Gand dans maison qui possède deux entrées. Elle peut y accueillir et héberger des réfractaires, des agents anglais et des maquisards, tout en assurant la transmission de messages,.   
En mai-juin 1944, à la demande du chef de la zone 3 de l’Armée secrète, August Haus, Lily van Oost entre dans le maquis, en vue du débarquement. Elle participe à des missions de liaison pour organiser des plaines de parachutages et de refuges, à des missions de liaison auprès de chefs de groupements de saboteurs et des transports d’armes et de fonds. À cette époque, son frère Henri van Oost qui se cache est recherché et leurs parents arrêtés comme otages à la suite de l'évasion du résistant Albert Mélot,. 
Le 27 juillet 1944, alors qu'elle doit rejoindre les Ardennes, pour sa sécurité, Lily van Oost est arrêtée par la Geheime Feldpolizei, rue Belliard à Bruxelles, où elle vient récupérer une fausse carte d’identité .  
Elle est d'abord interrogée à Bruxelles, avenue Louise au siège de la Gestapo, puis emprisonnée à Gand, et ensuite à Anvers. Elle est déportée en Allemagne, au camp de Ravensbrück, le 30 août 1944, par le dernier convoi de déportés quittant la Belgique. Le train s'arrête le 3 septembre à Furstenberg d'où les prisonnières continuent le chemin à pied jusqu'à Ravensbrück. Elle porte le matricule 62787 et le triangle rouge des prisonniers politiques,.
Début décembre 1944, elle souffre gravement du typhus. Durant trois mois, ses amies, dont la docteure Adélaïde Hautval , Denise Lauvergnat et Jeannine Lejard l'aident à survivre. Aat Breur-Hibma, une peintre néerlandaise fait son portrait, à la demande de la docteure Hauvat, pour l'envoyer à sa famille en cas de décès.
Lily van Oost quitte Ravensbrück dans la nuit du 23 au 24 avril 1945 avec quelque 1500 prisonnières belges, françaises et hollandaises. Elles sont conduites, en camion, à Malmö à la suite d'un accord entre Folke Bernadotte, président du Comité international de la Croix-Rouge, et Heinrich Himmler. Le convoi arrive en Suède le 27 avril, via Lübeck, Kiel et Krusoo, à la frontière danoise. Durant le voyage, le convoi est bombardé par des avions de chasse britanniques et une quinzaine de femmes sont tuées. La paix est proclamée le 8 mai 1945. C'est alors que Lily van Oost apprend la mort de son frère Henri, le 26 février 1945, des suites d’un accident de la route en service commandé. Le 29 juin 1945, elle est enfin de retour en Belgique,,.
Elle reste discrète sur sa déportation, attend 1974 et la mort de ses parents pour publier le récit-témoignage de sa déportation à Ravensbrück : Le Faux silence. 
« Et d’avouer, je pense que vous comprendrez, de ce qui est encore dans mon silence, la raison des difficultés qu’il y a de dire. Ce ne sont pas nos souvenirs qui nous ont marquées, mais la connaissance de la puissance de destruction des forces du mal et de la volonté organisée et systématique d’esprits diaboliques usant de toute leur malice pour anéantir l’être humain par une dégradation physique et une déchéance morale. Cette connaissance est au cœur du vrai contenu de mon faux silence » (Lily van Oost)

### Après la guerre
Le 27 août 1946, elle épouse Gaston de Gerlache de Gomery (1919-2006). Résistant dans le réseau Luc-Marc pendant la guerre, il est alors pilote de la Royal Air Force. À partir de 1954, il va explorer l’Antarctique comme son père, Adrien de Gerlache avant lui. Ils ont cinq enfants,. 
À la mort de son père, Lily de Gerlache prend la direction de la Société Royale Nationale Les Amis de la Rose qu'il a créée en 1926. « C’est la rose qui, en quelque sorte m’a sauvée. La rose c’est la victoire de l’Amour et de la Beauté. Ma victoire sur Ravensbrück ». En 1968, elle est la Présidente fondatrice de la World Federation of Rose Societies. Une rose crée en Belgique lui est dédiée. Lily de Gerlache en fait planter des rosiers à Ravensbrück en souvenir de ses amies. 

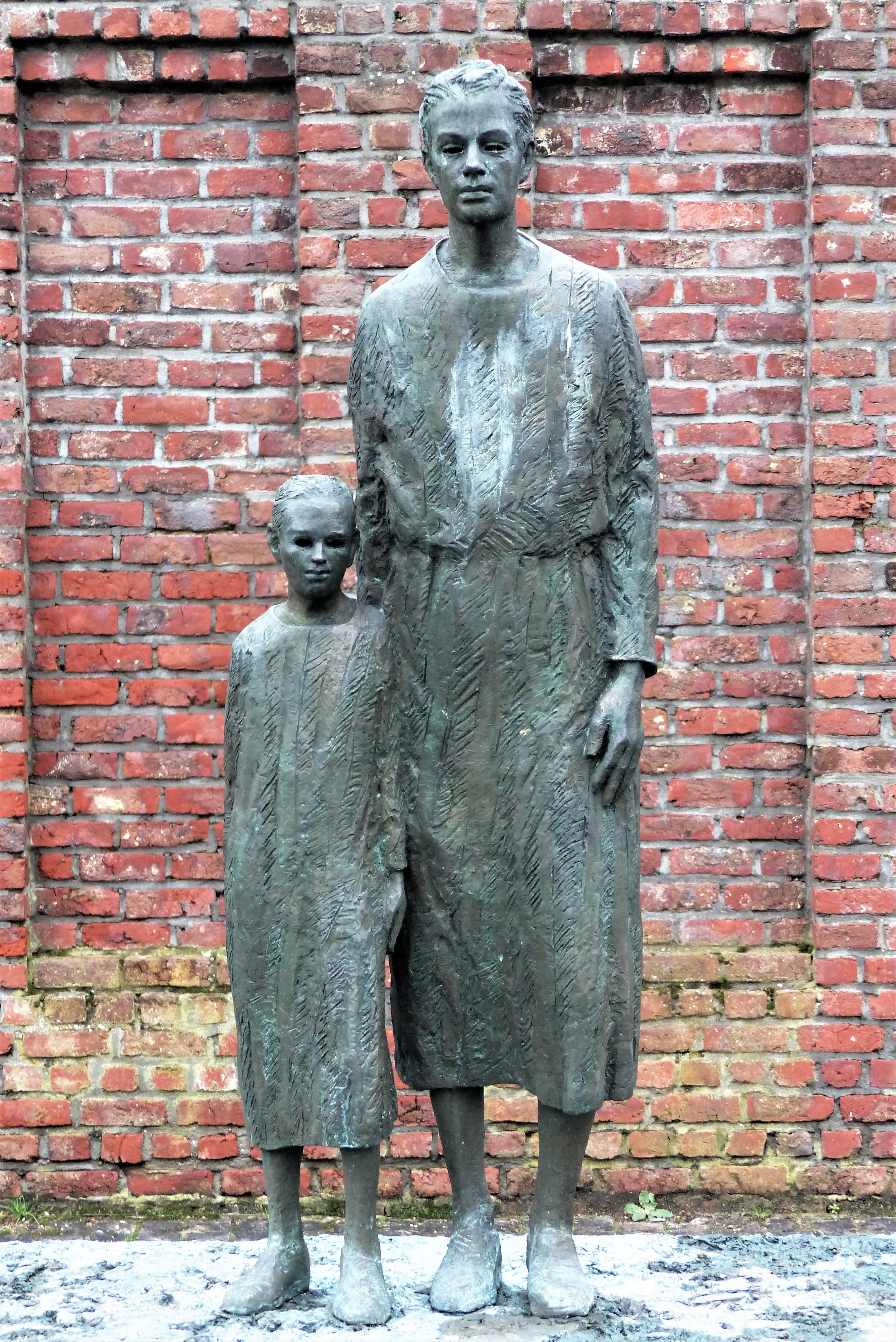
Monument Ravensbrück érigé à Woluwe-Saint-Lambert en mémoire des femmes mortes en luttant contre le nazisme.

À la suite de Gaston de Gerlache, elle devient bourgmestre de Mullem, de 1970 à 1976. La dernière bourgmestre puisque, durant son mandat, elle négocie la fusion de la commune avec Audenarde. 
Lily de Gerlache reste mobilisée pour sauvegarder la mémoire de la lutte des femmes contre le nazisme. Avec Adrienne Gommers, elles parviennent, 55 ans après la libération, à créer un lieu de mémoire dédié aux femmes, le monument Ravensbrück, à Woluwe-Saint-Lambert, dans le Parc Georges Henri. Conçu et réalisé par la sculptrice Thérèse Chotteau, il est inauguré par la reine Paola, le 18 octobre 2000. Elle se rend également dans les écoles et à des cérémonies patriotiques pour y évoquer la mémoire de la déportation,,.
En octobre 2014, Lily de Gerlache s'exprime contre les partis politiques qui soutiennent le révisionnisme et justifient la collaboration, visant particulièrement le ministre belge Jan Jambon de la N-VA et le français Jean-Marie Le Pen. « Il faut absolument que les jeunes connaissent mieux leur histoire. Moi j’ai le devoir absolu de m’insurger jusqu’à mon ultime souffle car j’ai vécu la Seconde Guerre dans ma chair. Beaucoup de militants et surtout d’électeurs de la N-VA ignorent tout cela; il faut absolument les mettre en garde contre les racistes intégrés dans ce parti et contre ceux qui veulent dépecer notre pays. Il faut rappeler ce passé et refuser toute forme d’oubli, d’amnésie et d’amnistie générale. »
Lily de Gerlache décède le 2 mars 2020 dans le château d'Alst. Les funérailles ont lieu le 9 mars à l'église Saints-Pierre-et-Urbain de Huysse. Elle est inhumée dans le caveau de famille à Gomery.

## Distinctions
- Bourgmestre honoraire de Mullem[13].
- Citoyenne d’honneur de la commune de Woluwe-St-Lambert le 4 décembre 2015, en même temps qu'Andrée Dumon [14]
- Chevalière de la Légion d'honneur (France) en 2006[6]
- Médaille du Mérite Agricole (France)[15]
- Chevalier de l'ordre du Mérite agricole (France)[6]
- Chevalier de l'ordre de la Couronne avec Sabres croisés 1940-1945[15]
- Chevalier de l'ordre de Léopold II avec palme[15]
- Croix de Guerre 1940-1945 avec palme[15]
- Croix du Prisonnier Politique 1940-1945[15]

- Médaille de la Résistance[15]

- Médaille Commémorative de la Guerre 1940-1945[15]
- Palmes de Bronze de la Croix Rouge de Belgique 1940-1945[15]